# Ducados de Silesia

Bandera de los Ducados de Silesia

Escudo de armas de los Ducados de Silesia

Los Ducados de Silesia resultaron de numerosas divisiones del original Ducado de Silesia fundado en 1138 bajo los Piastas Silesios.

## Historia
Con la (vana) esperanza de prevenir una disputa por herencias, el príncipe Piasta Boleslao III de Polonia por su último deseo y testamento había dividido el Polonia en provincias hereditarias distribuidas entre sus cuatro hijos: Masovia, Cuyavia, Gran Polonia y Silesia. Junto a estas, la Provincia Señorial (Polonia Menor) con la residencia en Cracovia estaba reservada para el mayor de los hijos, que según el principio de parentesco agnaticio correspondía al Alto Duque de toda Polonia. Este hecho inadvertidamente empezó el proceso conocido como Fragmentación de Polonia.
El hijo de Boleslao, Vladislao II recibió el Ducado de Silesia, y por ser el mayor, también le fue concedido el título de Alto Duque junto con la Provincia Señorial. Sin embargo, después de que hubo intentado ganar el control sobre toda Polonia, fue expulsado por sus medios hermanos menores en 1146. El segundo hijo de Boleslao, Boleslao IV el Rizado, Duque de Masovia, se convirtió en Alto Duque polaco. Cuando en 1163, los tres hijos de Vladislao, respaldados por el emperador Federico I Barbarroja volvieron a Polonia, Boleslao IV tuvo que restaurar la herencia de los mismos. 
Después de diez de gobierno conjunto, los hijos de Vladislao finalmente dividieron Silesia en 1173:
- Boleslao el Alto, el mayor, recibió el núcleo del territorio en torno de las residencias de Breslau, Legnica y Opole. En 1180, concedió el Ducado de Opole a su hijo Jarosław, que lo gobernó hasta su muerte en marzo de 1201. Tras la muerte de Boleslao en diciembre de 1201, sus tierras fueron heredadas por su único hijo restante, Enrique I el Barbudo.
- Miecislao IV el Piernas Torcidas se convirtió en Duque de Racibórz y recibió Bytom y Oświęcim en 1177.
- Conrado Piernas Largas (Konrad Laskonogi), el menor, en 1177 también reclamó sus derechos y recibió el Ducado de Glogovia de su hermano Boleslao, que tras la muerte de Conrado sobre 1180/90 otra vez heredó.

1172/3-1177     Boleslao I el Alto en Breslavia     Ducado de Opole (bajo Jaroslav)     Ducado de Racibórz (bajo Miecislao Piernas Torcidas)
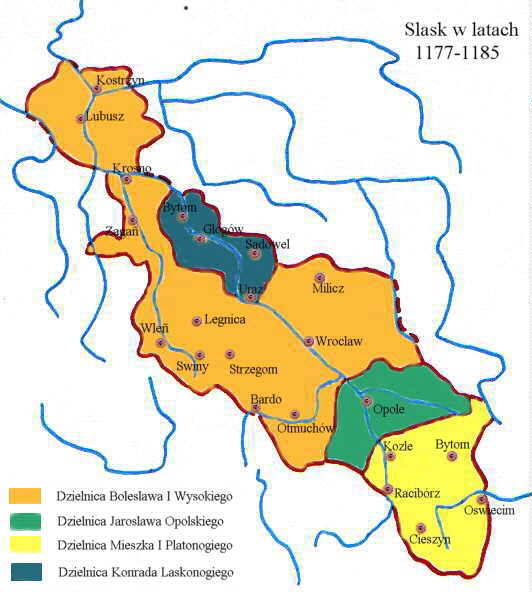
1177-1185     Bolesław I     Jarosław     Mieszko I     Konrad
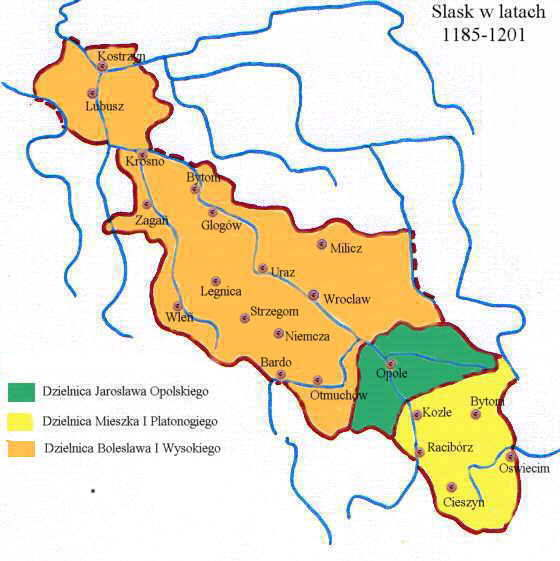
1185-1201     Bolesław I     Jarosław     Mieszko I
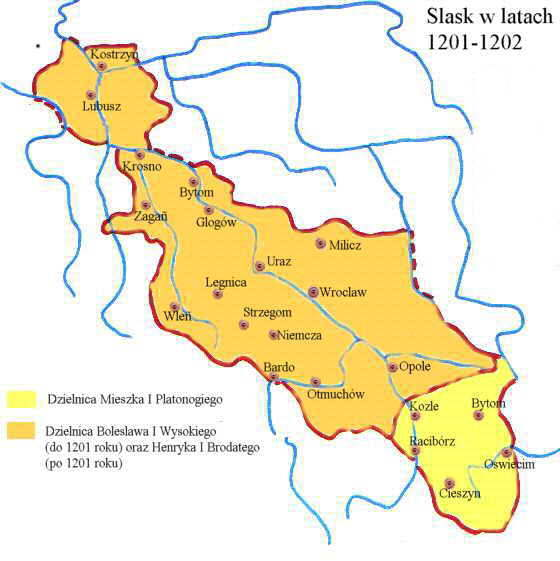
1201-1202     Enrique I     Mieszko I

Después de la muerte de su hermano Boleslao I, Miecislao I también conquistó y tomó el Ducado de Opole de su sobrino Enrique I el Barbudo. Gobernó sobre los ducados de Racibórz y Opole, que fusionó como Alta Silesia, hasta su muerte en 1211. Enrique I el Barbudo permaneció soberano del Ducado de Breslau en la Baja Silesia, adquirió las tierras de Kalisz en Gran Polonia en 1206, que concedió a su primo el Piasta Vladislao Odonic, así como el Territorio de Lubusz en 1210. Alto Duque de Polonia desde 1232, conquistó además territorios en torno a Santok en Gran Polonia en 1234.
El heredero de Miecislao fue el Duque Casimiro I de Opole, que murió en 1230. Desde entonces, Enrique I maniobró para reunificar Silesia enteramente bajo su reino. Fue sucedido por su hijo Enrique II el Piadoso en 1238, mientras Alta Silesia fue heredada por el hijo de Casimiro, Miecislao II el Gordo en 1239. Él y su hermano menor Vladislao Opolski ya habían recibido Kalisz en Gran Polonia en 1234.
Enrique II murió en la Batalla de Legnica en 1241. Su hijo mayo y heredero, el Duque Boleslao II el Calvo temporalmente dieron el país de Lubusz a su hijo menor Mieszko († 1242). Se reconcilió con su primo de Gran Polonia Przemysł I y finalmente devolvió Santok en 1247 y permaneció como el único gobernante en Baja Silesia hasta 1248.
Miecislao II el Gordo, de Alta Silesia, en 1244, devolvió Kalisz al Duque Przemysł I de Gran Polonia. Murió en 1246 y sus posesiones fueron heredadas por su hermano Valdislao Opolski.

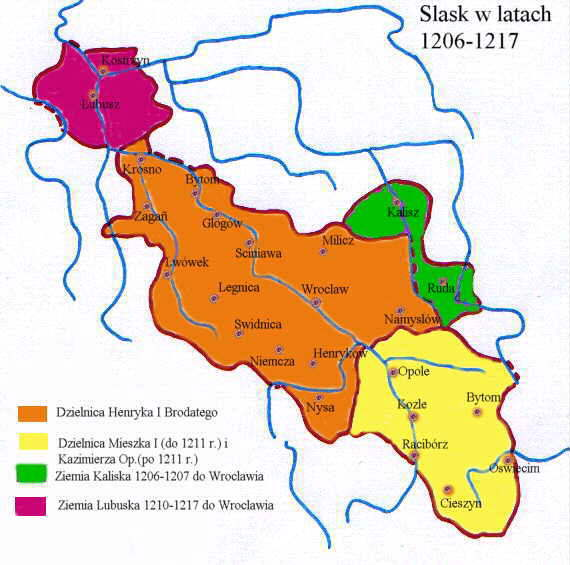
1206-1217     Enrique I     Władysław Odonic     País de Lubusz     Mieszko I, 1211: Casimiro I
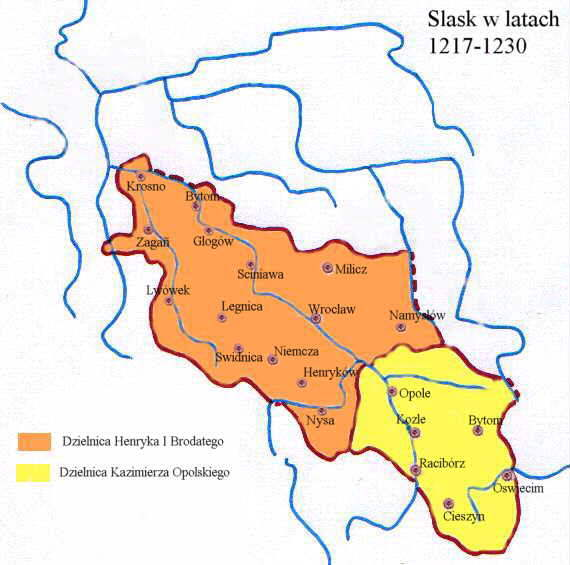
1217-1230     Enrique  I     Casimiro I
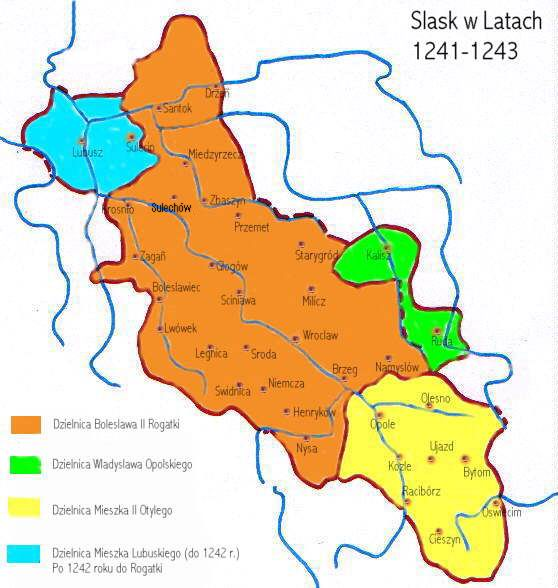
1241-1243     Bolesław II     Mieszko Lubuski     Władysław Opolski     Mieszko II
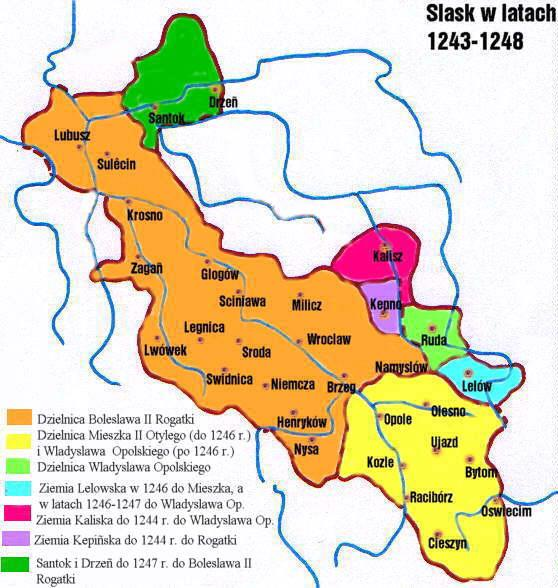
1243-1248     Bolesław II     Władysław Opolski     Mieszko II, 1246: Władysław Opolski     Santok     Kalisz     Kępno     Lelów

Silesia fue subsecuentemente dividida entre los descendientes y sucesores de la dinastía Piasta, hasta que fue extinguida en 1675. Estos Piastas de Silesia, conocidos como Duques de Silesia, gobernaron los territorios conocidos como Ducados de Silesia.
Muchos de los Ducados compartieron un destino similar: se alejaron de la esfera de influencia del Reino de Polonia, vasallaje por Juan I de Bohemia en 1327, y bajo soberanía del Reino de Bohemia por los Tratados de Trentschin y Visegrád en 1335. Después de la extinción de los Piastas, los ducados eran "Estados" de la Corona Bohemia, que cayó en manor de la Casa de Habsburgo en 1526. En 1742 mediante el Tratado de Breslavia, Silesia fue anexionada por el Reino de Prusia tras la Primera Guerra Silesia (salvo la Silesia austríaca).

## Ducados de Silesia
Nota: esta lista puede no ser completa.
- Ducado de Bielsko (Bílské knížectví, Księstwo Bielskie, Herzogtum Bielitz)
- Ducado de Brzeg (Knížectví Břeh, Księstwo Brzeskie, Herzogtum Brieg)
- Ducado de Bytom (Knížectví Bytomské, Księstwo Bytomskie, Herzogtum Beuthen)
- Ducado de Glogovia ( Knížectví Hlohovské, Księstwo Głogowskie, Herzogtum Glogau)
- Ducado de Głubczyce (Knížectví Hlubčice, Księstwo Głubczyckie, Herzogtum Leobschütz)
- Ducado de Jawor (Javorské knížectví, Księstwo Jaworskie, Herzogtum Jauer)
- Ducado de Krnov (Krnovské knížectví, Księstwo Karniowskie, Herzogtum Jägerndorf)
- Ducado de Legnica (Lehnické knížectví, Księstwo Legnickie, Herzogtum Liegnitz)
- Ducado de Münsterberg (Minstrberské knížectví,Księstwo Ziębickie, Herzogtum Münsterberg)
- Ducado de Nysa (Niské knížectví, Księstwo Nyskie, Herzogtum Neisse)
- Ducado de Oleśnica (Olešnické knížectví, Księstwo Oleśnickie, Herzogtum Oels)
- Ducado de Opole (Opolské knížectví, Księstwo Opolskie, Herzogtum Oppeln)
- Ducado de Oświęcim (Osvětimské knížectví, Księstwo Oświęcimskie, Herzogtum Auschwitz)
- Ducado de Prudnik (Prudnícké knížectví, Księstwo Prudnickie, Herzogtum Prudnik)
- Ducado de Pszczyna (Pštinské knížectví, Księstwo Pszczyńskie, Herzogtum Pless)
- Ducado de Racibórz (Ratibořské knížectví, Księstwo Raciborskie, Herzogtum Ratibor)
- Ducado de Siewierz (Seveřské knížectví, Księstwo Siewierskie, Herzogtum Siewierz)
- Ducado de Świdnica (Svídnické knížectví, Księstwo Świdnickie, Herzogtum Schweidnitz)
- Ducado de Teschen (Księstwo Cieszyńskie, Knížectví těšínské, Herzogtum Teschen)
- Ducado de Troppau (Vévodství opavské, Herzogtum Troppau)
- Ducado de Breslavia (Vratislavské knížectví, Księstwo Wrocławskie, Herzogtum Breslau)
- Ducado de Zator (Zatorské knížectví, Księstwo Zatorskie, Herzogtum Zator)
- Ducado de Żagań (Zaháňské knížectví, Księstwo Żagańskie, Herzogtum Sagan)

También hubo otros pequeños ducados: Bernstadt, Buchwald, Coschok, Cosel, Crossen, Falkenberg, Freistadt, Freudenthal, Gleiwitz, Goldberg, Grottkau, Grünberg, Hainau, Hirschberg,  Loslau, Löwenberg, Lüben, Namslau, Ohlau, Parchwiz, Rybnik, Sprottau, Steinau, Strehlitz, Tost, Wohlau, y ducados combinados: Ducado de Opole y Racibórz

## Mapas
Los siguientes mapas ilustran la continua fragmentación del Ducado de Silesia, y las cambiantes fronteras de los pequeños Ducados individuales.

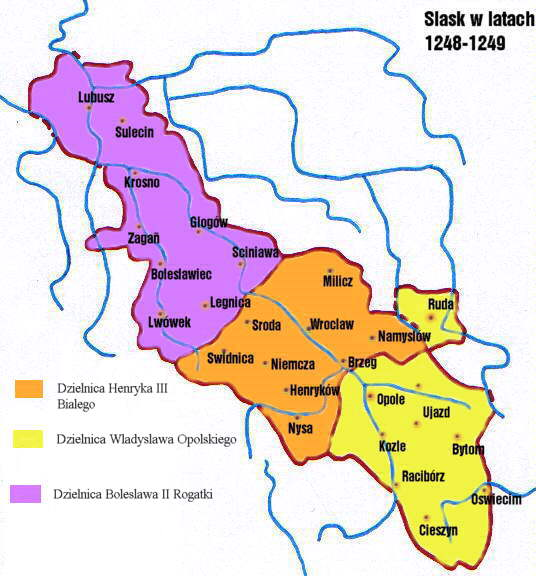
1248-1249
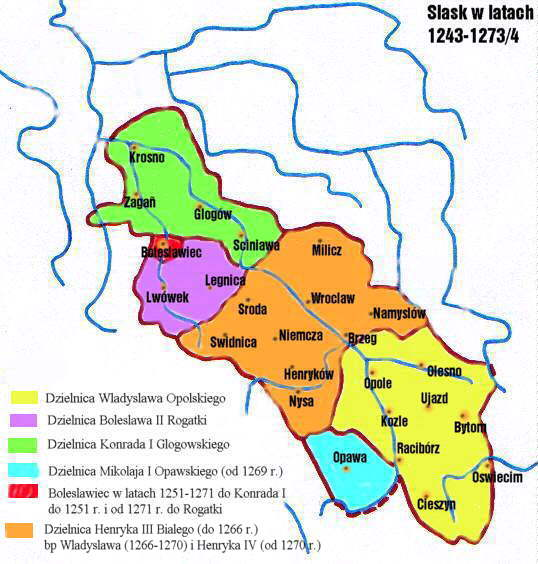
1249-1273
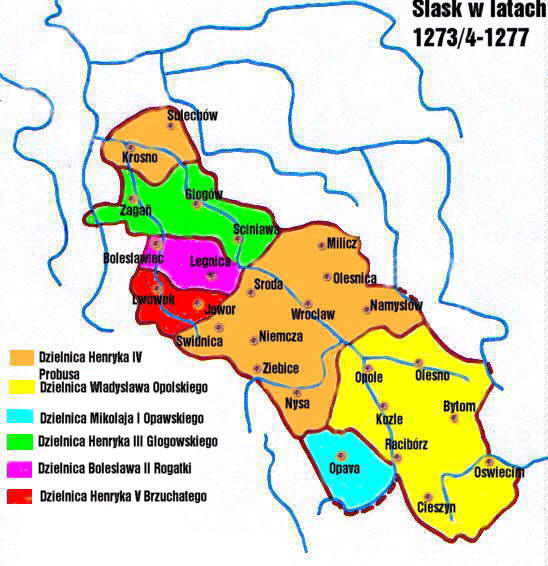
1273-1277
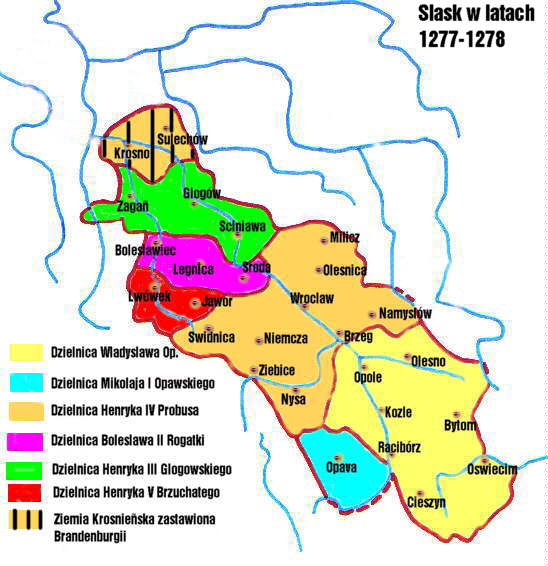
1277-1278
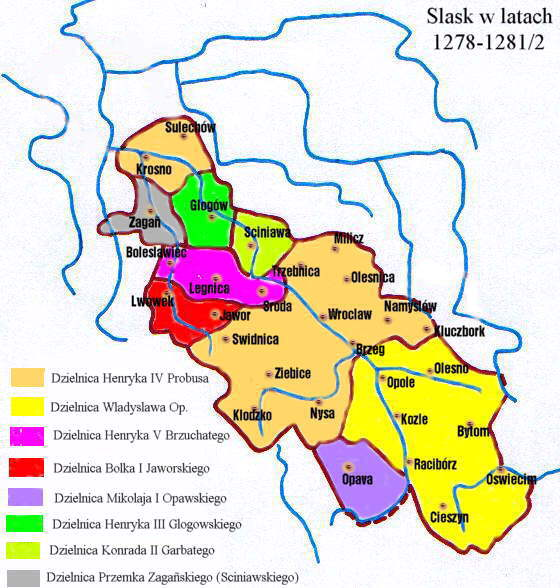
1278-1281
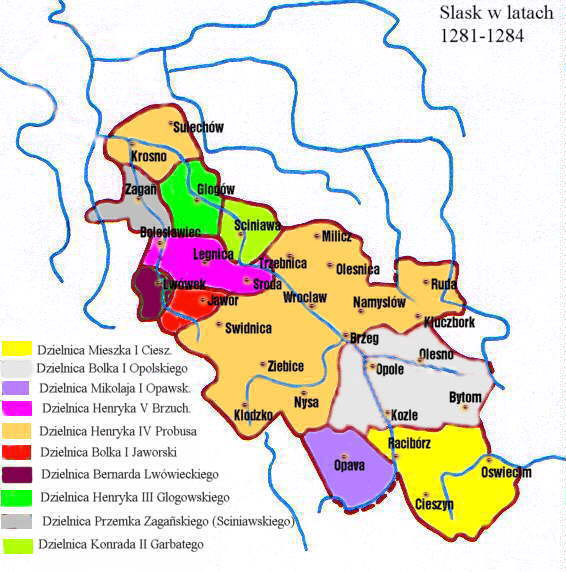
1281-1284
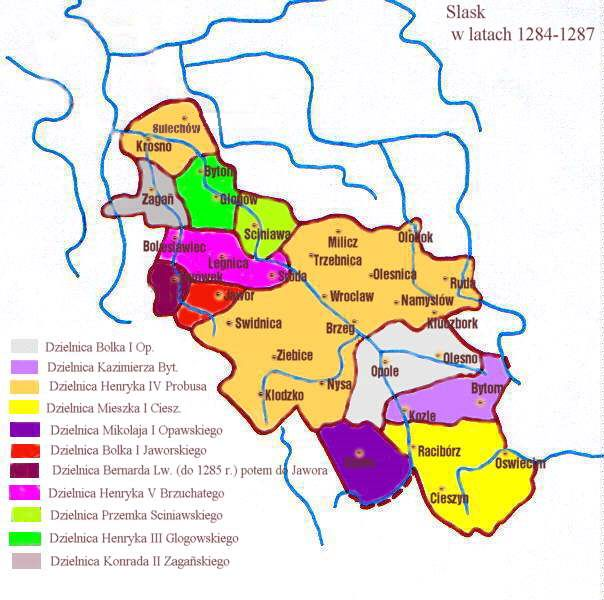
1284-1287
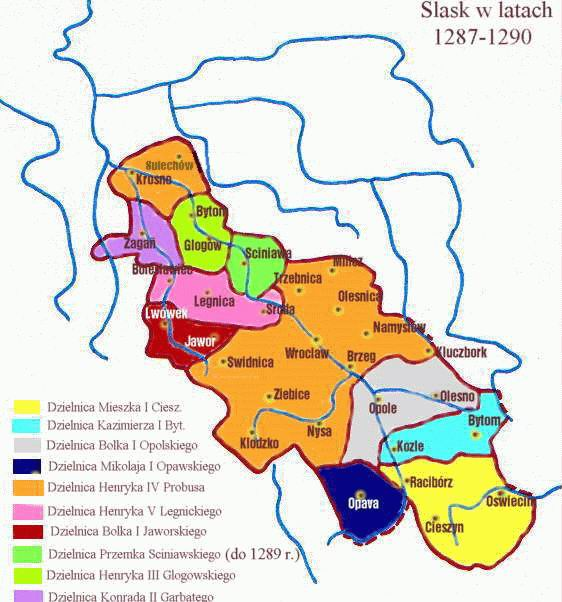
1287-1290
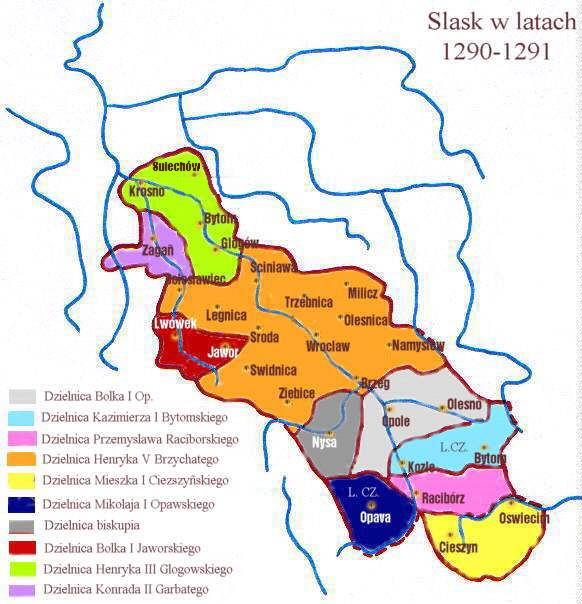
1290-1291
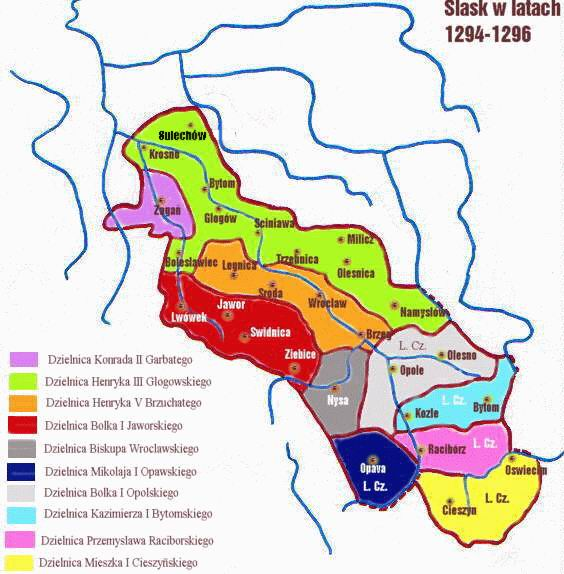
1294-1296
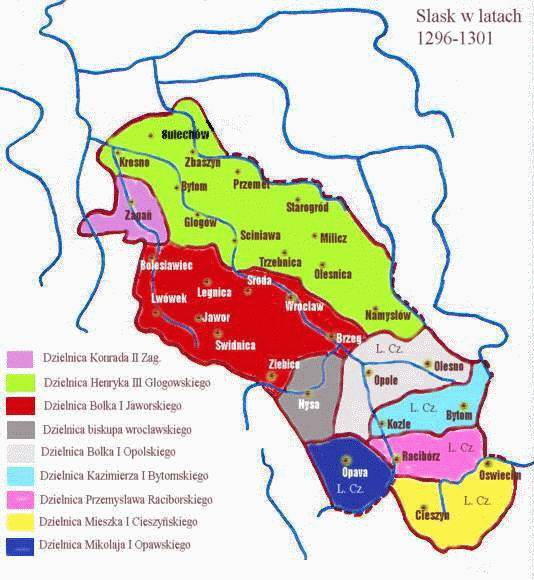
1296-1301
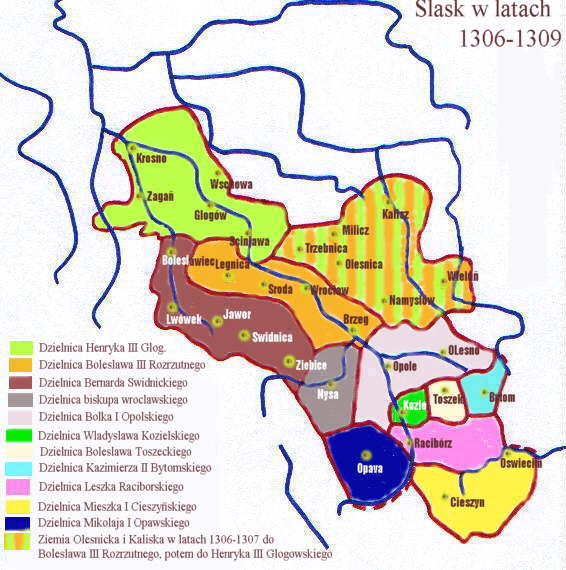
1306-1309
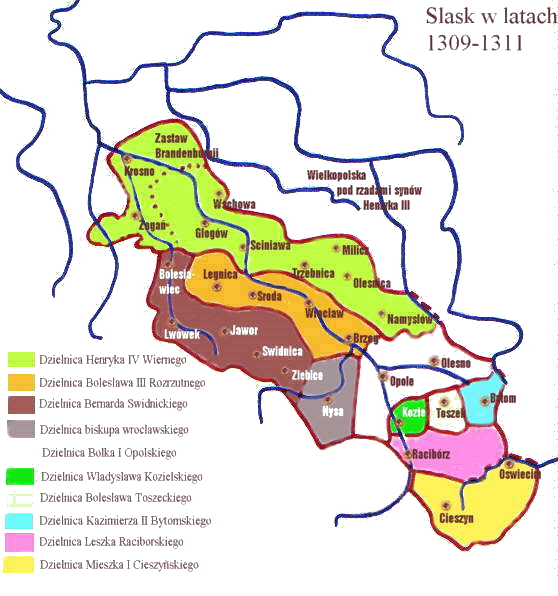
1309-1311
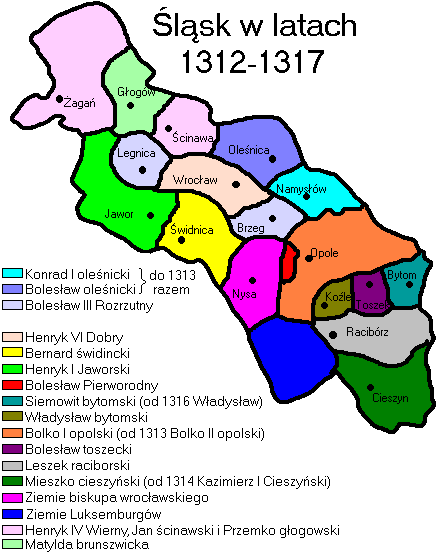
1312-1317
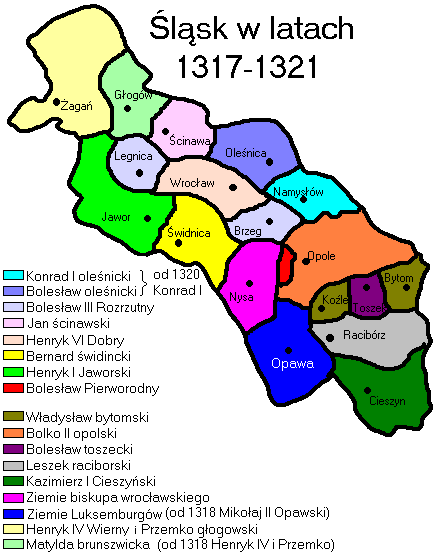
1317-1321
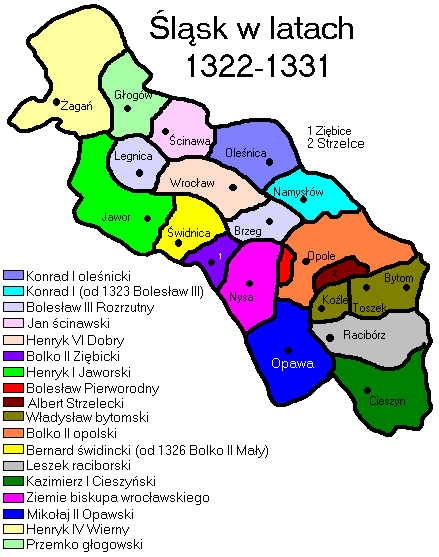
1322-1331